# Liste der Monuments historiques in Saint-Sauveur-lès-Bray
Die Liste der Monuments historiques in Saint-Sauveur-lès-Bray führt die Monuments historiques in der französischen Ortschaft Saint-Sauveur-lès-Bray auf.
Bauwerke werden nicht gelistet.
Die Objekte sind der Kirche Saint-Sauveur, 3 Place du Château, in Saint-Sauveur-lès-Bray zuzuordnen.

## Liste der Objekte
| Bezeichnung                                     | Beschreibung | Standort                  | Kennzeichnung | Schutzstatus | Datum | Bild |
| ----------------------------------------------- | --- | ------------------------- | ------------- | ------------ | ----- | ---- |
| Statue Jungfrau mit Kind                        | Steinmetzarbeit aus dem 15. Jahrhundert                                                                                           | 3 Place du Château (Lage) | PM77001621    | Classé       | 1905  |      |
| Grabplatte (Epitaph) des Simon de Nogent        | Steinmetzarbeit aus dem 15. Jahrhundert                                                                                           | 3 Place du Château (Lage) | PM77001623    | Classé       | 1905  |      |
| Grabplatte (Epitaph) des Basile de Preseimoille | Steinmetzarbeit aus dem 13. Jahrhundert                                                                                           | 3 Place du Château (Lage) | PM77001624    | Classé       | 1908  |      |
| Kirchenbänke                                    | Bänke aus geformten und gedrechselten Holz aus dem 19. Jahrhundert                                                                | 3 Place du Château (Lage) | PM77003102    | Inscrit      | 1979  |      |
| Statue des Heiligen Pavace, Bischof von Le Mans | geschnitzte und polychrom bemalte Holzfigur aus dem 16. Jahrhundert                                                               | 3 Place du Château (Lage) | PM77004592    | Inscrit      | 1986  |      |
| Chorschranke mit zwei Seitenaltären             | Die hölzerne Chorschranke imitiert ein Gitter aus Metall sowie zwei Seitenaltäre aus der Zeit um den Jahrhundertswechsel um 1800. | 3 Place du Château (Lage) | PM77004590    | Inscrit      | 1986  |      |
| Chorgestühl                                     | Doppelreihe von hölzernen Chorstühlen aus dem 19. Jahrhundert.                                                                    | 3 Place du Château (Lage) | PM77003103    | Inscrit      | 1986  |      |
| Glocke                                          | Bronzeglocke aus dem 14. Jahrhundert                                                                                              | 3 Place du Château (Lage) | PM77001622    | Classé       | 1905  |      |
| Glocke                                          | Bronzeglocke von 1546 | 3 Place du Château (Lage) | PM77005014    | Classé       | 2007  |      |
| Hochaltar mit Altarbild                         | Im 18. Jahrhundert aus Marmor gefertigter Hochaltar mit einem giebelartigen Altarbild                                             | 3 Place du Château (Lage) | PM77004591    | Inscrit      | 1986  |      |

Zum Verständnis siehe: Kirchenausstattung
- Monuments historiques (Objekte) in Saint-Sauveur-lès-Bray in der Base Palissy des französischen Kulturministeriums (französisch)